# 上鯤鯓
上鯤鯓，是臺灣臺南市安平區、南區、中西區交界地帶的一個傳統地域名稱，位於安平區的東大半部、南區的北部西側及中西區的西南端。相較於今日行政區，其範圍大致包括安平區的平安里、天妃里東北端及東南端、建平里、文平里、國平里不含西南部邊界地帶（鯤鯓湖水域西南側）、怡平里、華平里、平通里、育平里、億載里、金城里東半部不含東端、王城里西南端，南區的廣州里不含東南端、再興里西北端、文華里不含南部邊界地帶中央大段、金華里東北端、彰南里西北部，中西區的大涼里西部及南部、南廠里西南部。
本地區大部分位於臺南市第五期市地重劃區範圍內。

## 歷史
台灣日治初期，上鯤鯓地區為一街庄社鄉，稱為「上鯤鯓社」（舊制街庄與社鄉），隸屬於効忠里。該社昔日西北隔安平港海域與媽祖宮庄為界，北與安平街、鄭仔藔庄為鄰，東北與臺南市為鄰，東南與鹽埕庄為鄰，西南邊及西邊為下鯤鯓社。
1901年（日治明治三十四年）11月11日，全台廢縣廳改設二十廳，該社隸屬於臺南廳。1904年（明治三十七年）3月31日，該社編入「安平區」，隸屬於臺南廳。1909年（明治四十二年）10月25日，全台合併二十廳為十二廳，安平區仍隸屬於臺南廳。1920年（大正九年）10月1日，全台地方制度大改正，廢十二廳改設五州二廳，該社改制為「上鯤鯓」大字，隸屬於臺南州州轄臺南市（新制街庄）。
戰後臺南市改制為省轄臺南市，本地區拆分編入安平區、南區及中西區，大字亦改制為里。2010年（民國99年）12月25日，臺南縣、市合併為直轄臺南市，本地區仍隸屬安平區、南區及中西區。

## 聚落
本地區發展較早的聚落為二鯤鯓（已消失），在日治初期的官方地圖上已有記載。本地區大部分位於臺南市第五期市地重劃區範圍內，目前已相當程度都市化。

## 交通
省道台17線又稱「西部濱海公路」，是甲南至水底寮的幹道，經過本地區東部。由該道路北行可前往中西區/北區、安南區、七股區、將軍區等地；南行可前往南區、高雄市茄萣區、湖內區西南端、路竹區等地。
省道台17甲線，是安南至湖內橋的幹道，經過本地區東端。由該道路北行可前往中西區、北區、安南區北部，並止於該區與安定區的邊界，續行可銜接國道8號；南行可前往南區、高雄市茄萣區東北端、湖內區，並止於該區西南部的省道台17線轉角暨省道台28線起點路口。

## 學校
- 慈濟高中（附設國中部、國小部）
- 金城國中
- 安平國中
- 安平國小
- 億載國小
- 新南國小

## 公務機關
- 安平區公所
- 臺南市安平區戶政事務所
- 臺南市政府警察局第四分局
- 臺南市政府警察局第四分局安平派出所
- 臺南市政府警察局第四分局育平派出所
- 臺南市政府警察局第四分局華平派出所
- 臺南市政府警察局第六分局金華派出所
- 臺南市政府消防局
- 臺南市政府消防局第六大隊永華消防分隊